# 美舟蛾属
美舟蛾属为舟蛾科的一个属，分布於俄羅斯濱海邊疆區、朝鮮半島、日本、中國東半部與臺灣，包含三個外觀相近的物種。雄蛾觸角近段為雙櫛齒狀，遠段為絲狀，雌蛾則大抵呈絲狀。前翅前緣與內緣為淡褐色，並襯有數條淺色細紋，其餘區域與胸部皆為酒紅色，整體儼如一片捲曲的枯葉，為本屬主要的外部辨識特徵。

## 物种
- Uropyia melli Schintlmeister, 2002
- 雙色美舟蛾 Uropyia meticulodina (Oberthür, 1884)
- 古桥美舟蛾 Uropyia pontada (Yang, 1995)